# Taunton St Mary Magdalene
Taunton St Mary Magdalene var en civil parish fram till 1885 då den blev en del av Taunton St Mary Magdalen Within, Taunton St Mary Magdalen Without och Stoke St. Mary, i grevskapet Somerset, i England. Civil parish hade 8 553 invånare år 1881.